# HD191795
HD191795 — хімічно пекулярна зоря спектрального класу A1, що має видиму зоряну величину в смузі V приблизно  9,3.
Вона  розташована на відстані близько 962,1 світлових років від Сонця.